# Loncoche
Loncoche is een gemeente in de Chileense provincie Cautín in de regio Araucanía. Loncoche telde 23.612 inwoners in 2017 en heeft een oppervlakte van 977 km².